# Phalonne Pierre Louis
Phalonne Pierre Louis est une artiste visuelle et directrice de la photographie haïtienne autodidacte résidant à Montréal.
Elle a travaillé en tant que directrice de la photographie sur des courts-métrages dont Agwe (2021) et Des Rêves en bateaux papiers (2023), qui ont été sélectionnés et primés dans plus d'une centaine de festivals internationaux dont le Sundance Film Festival, Fespaco, Festival Regard, Locarno Film Festival, Nashville Festival. 
Ses œuvres photographiques ont été exposées à Projet Casa à Montréal (juin 2024), au Théâtre aux écuries à Montréal (février 2024), au festival Les Rencontres du documentaire en Haïti (décembre 2023), à la maison de l’UNESCO à Paris (mars 2023), à la Biennal Of The Americas à Denver (avril 2023) ainsi qu’à la CopperBridge Foundation à Miami (octobre 2017). 
Phalonne est vice-présidente de KIT, une association haïtienne de cinéastes et photographes, et coordinatrice adjointe du festival de cinéma Les Rencontres du documentaire en Haïti,,
Elle est lauréate du Fonds pour la photographie émergente en Haïti. 

## Filmographie

### Courts métrages
- Agwe (2021)
- Des Rêves en bateaux papiers (2023)